# Karlag
Karlag, auch Karaganda-ITL (russisch Карагандинский исправительно-трудовой лагерь, Карлаг Karagandinski isprawitelno-trudowoi lager, Karlag), war ein Besserungsarbeitslager des NKWD und Teil des größeren Lagersystems der Gulag. Es befand sich in der Oblast Karaganda in Kasachstan, bestand von 1930 bis 1959 und hatte insgesamt 800.000 Häftlinge.

## Geschichte
Karlag wurde aufgrund eines Beschlusses der Kommunistischen Partei der Sowjetunion gegründet und bestand aus mehreren Haupt- und Außenlagern. Das Verwaltungszentrum befand sich in Dolinka in der Steppe Kasachstans. Insgesamt gehörte eine Fläche von etwa 16.600 km² zu dem Lager. Auf dieser Fläche lebten zuvor mehr als 80.000 Personen, welche bei der Errichtung des Lagers ihr Land verloren. Die dort lebenden Kasachen, welche sich gegen die Vertreibung wehrten, gehörten zu den ersten Todesopfern in der Geschichte des Lagers. Manche von ihnen wurden inhaftiert und mussten im Lager Zwangsarbeit leisten. In Kasachstan wurden alleine in den vier Jahren zwischen 1929 und 1933 mehr als 13.000 Personen im Lager inhaftiert und 3386 Personen zum Tode verurteilt. Die Hälfte der Häftlinge, welche zwischen 1931 und 1932 im Karlag ankamen, verstarb innerhalb von wenigen Tagen.
Als Gründe für die Inhaftierung wurde den Insassen oft konterrevolutionäre Tätigkeit oder Verrat an der Heimat vorgeworfen. Dies war jedoch oft nur ein Vorwand und es wurden auch ganze Familien oder Dörfer deportiert. 
Nach Stalins Tod im Jahr 1953 wurden zunehmend Häftlinge freigelassen und Lagerabteilungen aufgelöst. Häftlinge konnten einen Antrag auf Amnestie stellen. Es gab jedoch nicht genug Personal, um die Anträge zu bearbeiten. Vollständig geschlossen wurde Karlag erst im Juli 1959.

## Tätigkeit
Die im Fünfjahrplan von 1928 beschlossene Steigerung der Industrieproduktion diente der Kommunistischen Partei als Vorwand, um das Lager Karlag zu errichten. Es wurde offiziell als ein Landwirtschaftslager konzipiert. Die Gefangenen sollten Lebensmittel für Arbeiter in nahegelegenen Kohleminen herstellen. Im Verlauf der Zeit kamen viele weitere Tätigkeitsbereiche hinzu. Dazu gehörten Arbeitsgebiete wie die Produktion von Panzer- und Infanterieminen, Gewinn von Kohle, Anbau von Obst und Gemüse und weitere Bau- und Unterhaltsarbeiten. Des Weiteren verfügte Karlag über verschiedene Forschungslabore, welche landwirtschaftliche und veterinärmedizinische Forschung betrieben, und ein Zentrum für Gasgeneratorforschung. Die Arbeitsbedingungen waren jedoch sehr schlecht und es fehlten die nötigen Mittel, um die Häftlinge unterzubringen und zu verpflegen. Es mangelte auch an Werkzeugen, Transportmitteln und weiteren Materialien. Unter diesen Arbeitsbedingungen war effiziente Arbeit nicht möglich und der Zweck des Lagerkomplexes war vielmehr die Einhaltung der Haftordnung und die Isolation der Häftlinge als eine tatsächliche Steigerung der Industrieproduktion.

## Heute
Heute befindet sich in Dolinka im ehemaligen administrativen Hauptquartier des Karlag das Karlag Memorial Museum. Dort wurden auf zwei Stockwerken verschiedene Räume wie Gefängniszellen oder Krankenzimmer des ehemaligen Lagers Karlag rekonstruiert.

## Bekannte Häftlinge
- Nikolai Urwanzew (1893–1985), Geologe und Polarforscher
- Alexander Tschischewski (1897–1964), Biophysiker, Dichter, Maler
- Margarete Buber-Neumann (1901–1989), Schriftstellerin
- Alexander Solschenizyn (1918–2008), Schriftsteller